# Premochtherus detortus
Premochtherus detortus là một loài ruồi trong họ Asilidae. Premochtherus detortus được Tsacas miêu tả năm 1968. Loài này phân bố ở vùng Cổ Bắc giới.